# 方墳寺
方墳寺（ほうふんじ）は、千葉県大網白里市大網5748に存在した顕本法華宗の寺院。山号は宝立山。お塚山という町指定史跡として保存されている。現在、近隣の南横川1898の同宗芳墳寺が名跡を受け継ぐ。

## 概要
日蓮の法脈を承ける日什門流（本寺：京都妙満寺）の日経が、慶長2年（1597年）建立した。
もともと東金市から大網白里市にかけての一帯は、戦国時代に土気城主酒井氏によって「上総七里法華」と呼ばれる政策が行われ、法華宗以外の寺院が存在しなかった。
日経はここから程近い長柄郡一松村の出身であり、土気の善勝寺を拠点としていたが、不受不施の法門を唱えて江戸幕府の勘気に触れ、京都六条河原において耳削ぎ・鼻削ぎに処せられ、以後日什門流は停滞する。方墳寺は寛永4年（1627年）、大網城の領主三浦重成により徹底して破却され、寺にいた日経の門弟の日耀、日盛は捕縛された。
日経の弟子日浄は、日耀らと連絡を取り合っていた。寛永11年（1634年）、方墳寺から山を越えた千葉郡野田村に本覚寺を建立して不受不施を弘通していたが、翌年、同寺も破却され、日浄も処刑された。埋葬されたとされる土地はのちに恕閑塚（またはお塚山）と呼ばれ、不受不施派が解禁された明治時代になって五日堂が建立されている。
厳しい弾圧にもかかわらず、この地域で同派の信仰が途絶えることはなかった。方墳寺跡地は「お塚山」とよばれ、信者によって守られてきた。現在は高橋家の私有地となっている。明治44年（1911年）、地元有志により日経の300年忌記念碑が建立された。破却の時梵鐘がひとりでに沈んだ（ないしは信者が隠匿した）と伝える箇所は「釣鐘淵」とよばれていた。また境内にあった五輪塔もばらばらに埋められていたが、大正時代に掘り起こされ、田中家宅や南横川公民館脇など複数に分けて伝えられている。江戸時代のうちに再興された「芳墳寺」は表面上の菩提寺となり、内証題目講という形で、現在に至るまで地下信仰が息づいている。